# Chardogne
Chardogne est une commune française située dans le département de la Meuse, en région Grand Est.

## Géographie
Le territoire de la commune est limitrophe de 6 communes.
| Louppy-le-Château | Les Hauts-de-Chée |            |
| Val-d'Ornain      | Chardogne         | Vavincourt |
|                   | Fains-Véel        | Behonne    |

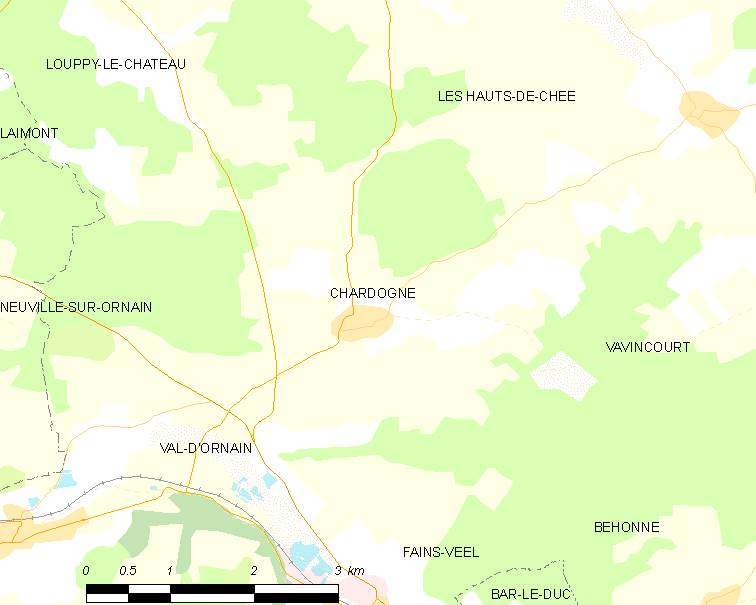
Carte de Chardogne.
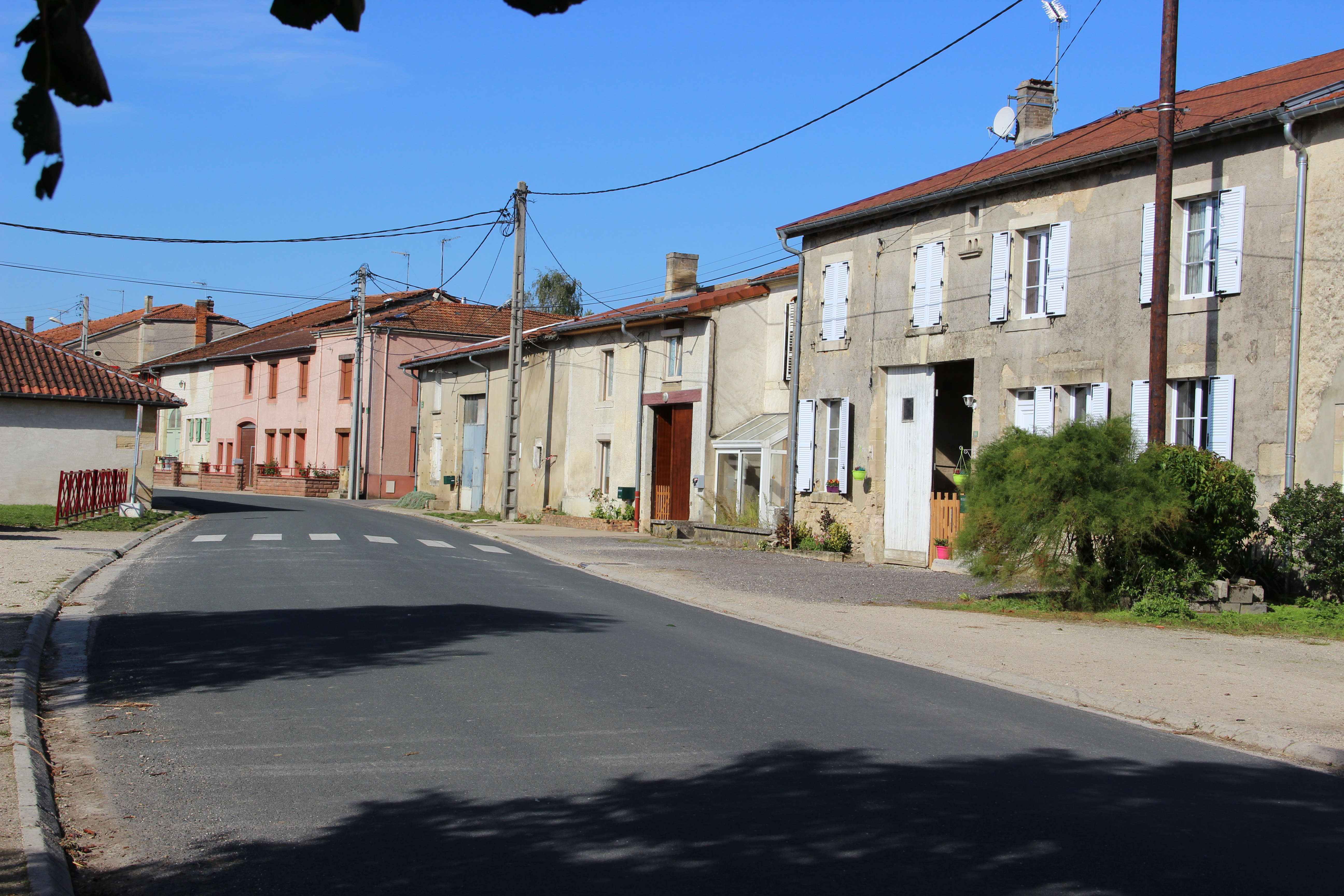
Rue Basse.
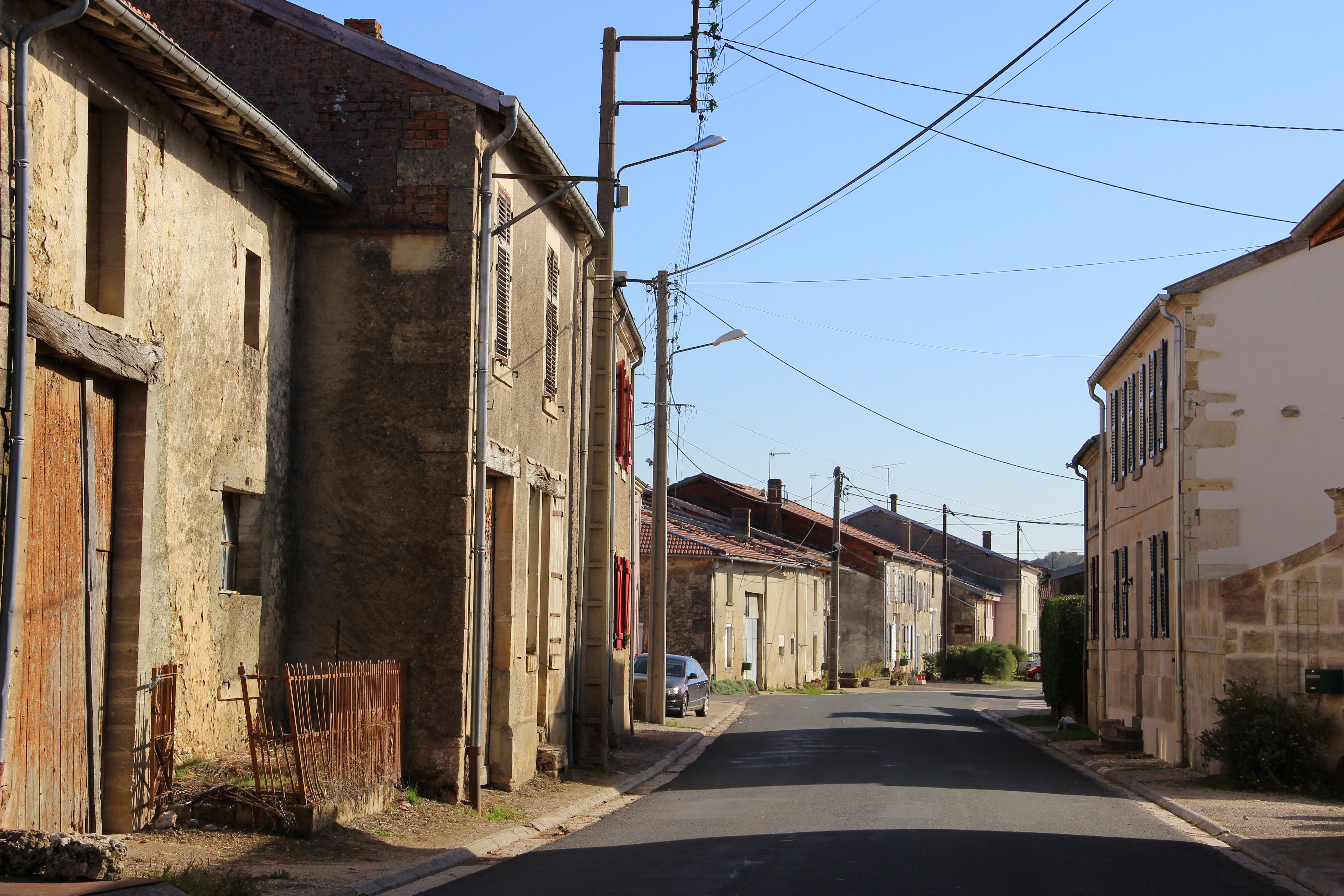
Rue de la Petite Chardogne.
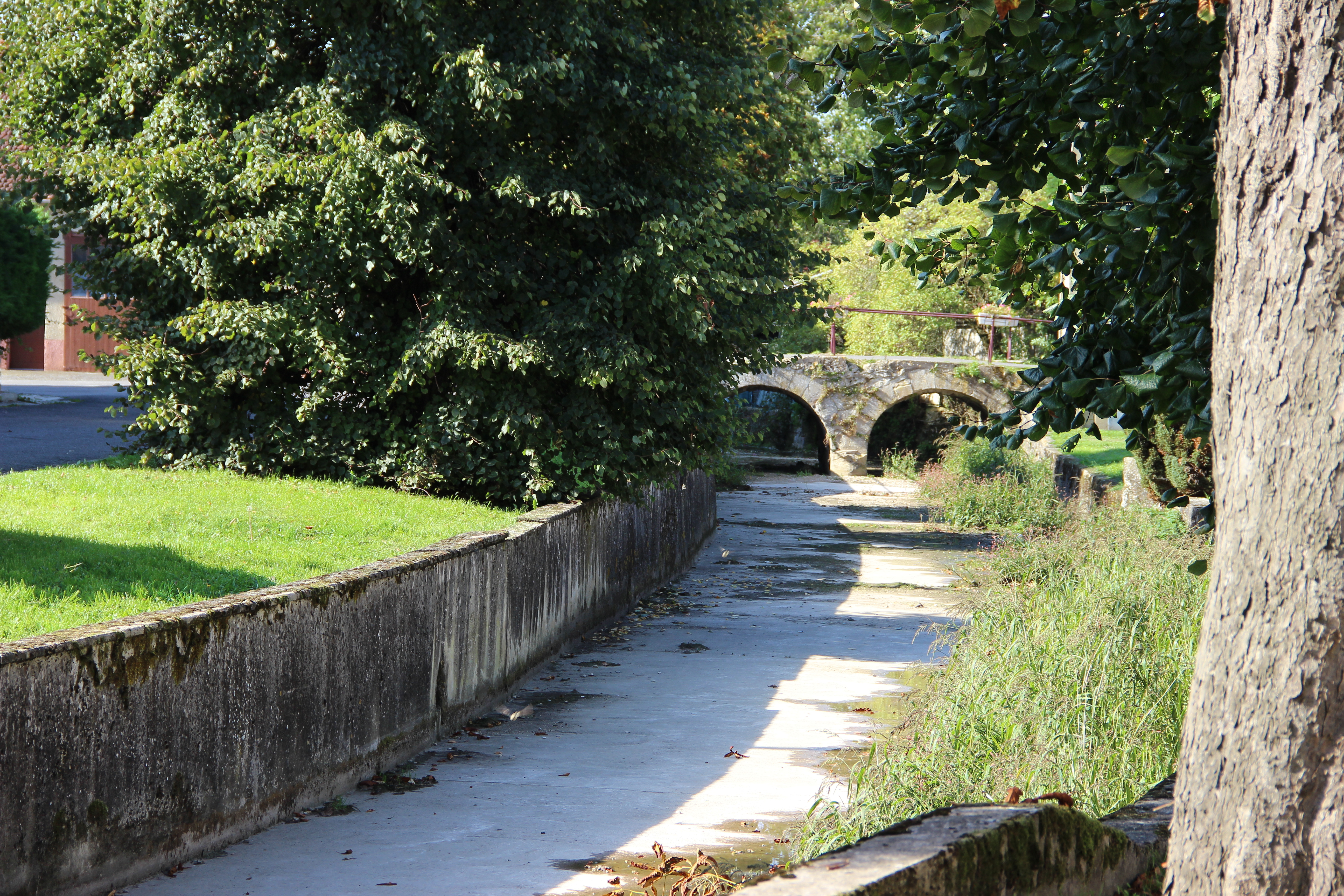
Rivière le Nappont.

### Hydrographie
La commune est dans la région hydrographique « la Seine de sa source au confluent de l'Oise (exclu) » au sein du bassin Seine-Normandie. Elle est drainée par le ruisseau de Nausonce, le Nappont et le ruisseau de fossé bas,.
Le ruisseau de Nausonce, d'une longueur de 18 km, prend sa source dans la commune de Les Hauts-de-Chée et se jette  dans la Chée à Revigny-sur-Ornain, après avoir traversé sept communes. 

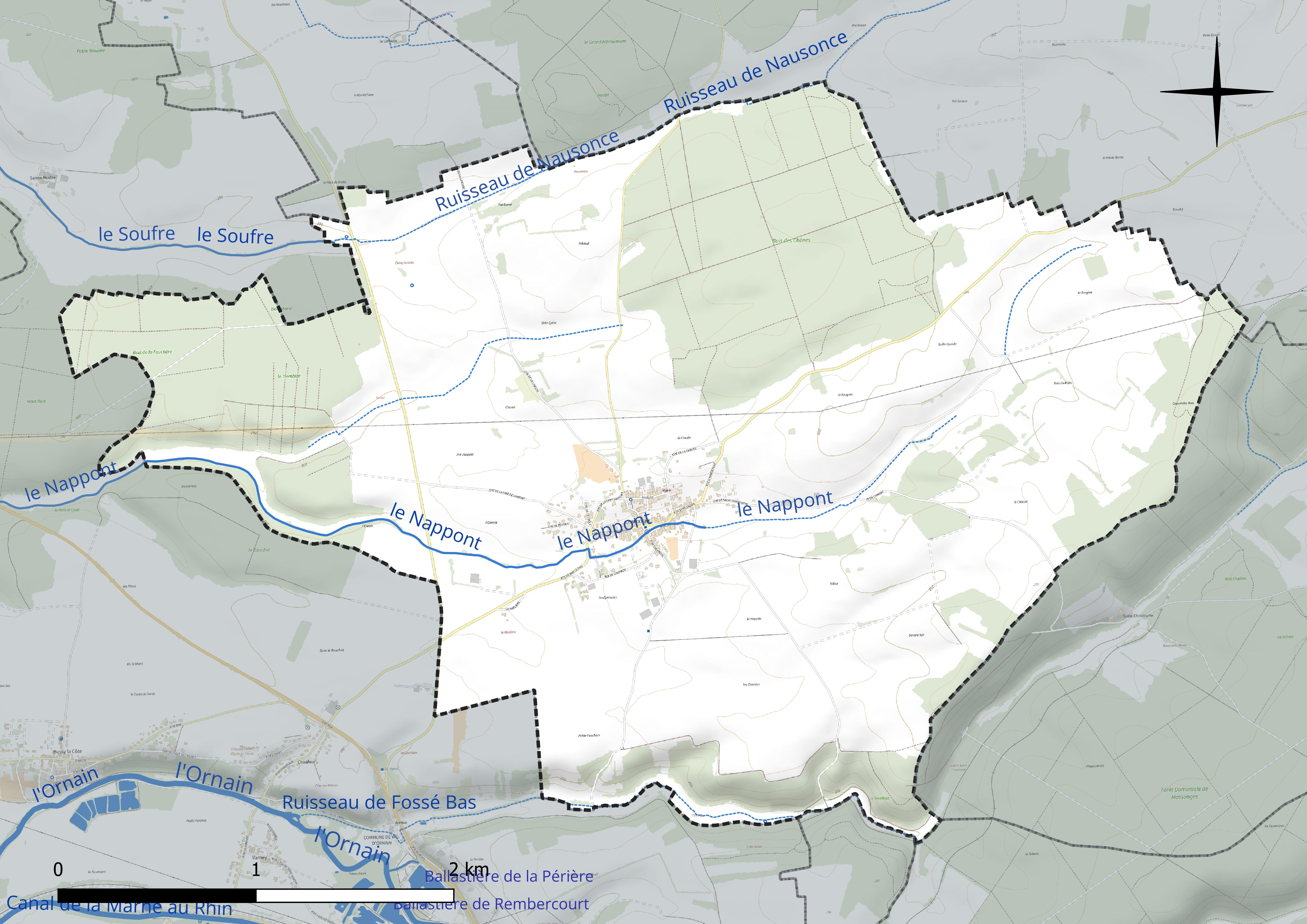
Réseau hydrographique de Chardogne.

### Climat
Pour des articles plus généraux, voir Climat du Grand Est et Climat de la Meuse.
En 2010, le climat de la commune est de type climat de montagne, selon une étude du Centre national de la recherche scientifique s'appuyant sur une série de données couvrant la période 1971-2000. En 2020, Météo-France publie une typologie des climats de la France métropolitaine dans laquelle la commune est exposée à un climat océanique altéré et est dans la région climatique  Lorraine, plateau de Langres, Morvan, caractérisée par un hiver rude (1,5 °C), des vents modérés et des brouillards fréquents en automne et hiver. 
Pour la période 1971-2000, la température annuelle moyenne est de 9,9 °C, avec une amplitude thermique annuelle de 15,9 °C. Le cumul annuel moyen de précipitations est de 1 000 mm, avec 13,7 jours de précipitations en janvier et 9,6 jours en juillet. Pour la période 1991-2020, la température moyenne annuelle observée sur la station météorologique de Météo-France la plus proche, « Behonne_sapc », sur la commune de Behonne à 5 km à vol d'oiseau, est de 11,0 °C et le cumul annuel moyen de précipitations est de 855,7 mm. 
La température maximale relevée sur cette station est de 40,4 °C, atteinte le 25 juillet 2019 ; la température minimale est de −16,4 °C, atteinte le 20 décembre 2009,,. 
Les paramètres climatiques de la commune ont été estimés pour le milieu du siècle (2041-2070) selon différents scénarios d'émission de gaz à effet de serre à partir des nouvelles projections climatiques de référence DRIAS-2020. Ils sont consultables sur un site dédié publié par Météo-France en novembre 2022.

## Urbanisme

### Typologie
Au 1er janvier 2024, Chardogne est catégorisée commune rurale à habitat dispersé, selon la nouvelle grille communale de densité à sept niveaux définie par l'Insee en 2022.
Elle est située hors unité urbaine. Par ailleurs la commune fait partie de l'aire d'attraction de Bar-le-Duc, dont elle est une commune de la couronne,. Cette aire, qui regroupe 86 communes, est catégorisée dans les aires de 50 000 à moins de 200 000 habitants,.

### Occupation des sols
L'occupation des sols de la commune, telle qu'elle ressort de la base de données européenne d’occupation biophysique des sols Corine Land Cover (CLC), est marquée par l'importance des territoires agricoles (65,5 % en 2018), une proportion sensiblement équivalente à celle de 1990 (66,2 %). La répartition détaillée en 2018 est la suivante : 
terres arables (49,5 %), forêts (31,3 %), prairies (12,7 %), zones urbanisées (3,3 %), zones agricoles hétérogènes (3,3 %). L'évolution de l’occupation des sols de la commune et de ses infrastructures peut être observée sur les différentes représentations cartographiques du territoire : la carte de Cassini (XVIIIe siècle), la carte d'état-major (1820-1866) et les cartes ou photos aériennes de l'IGN pour la période actuelle (1950 à aujourd'hui).

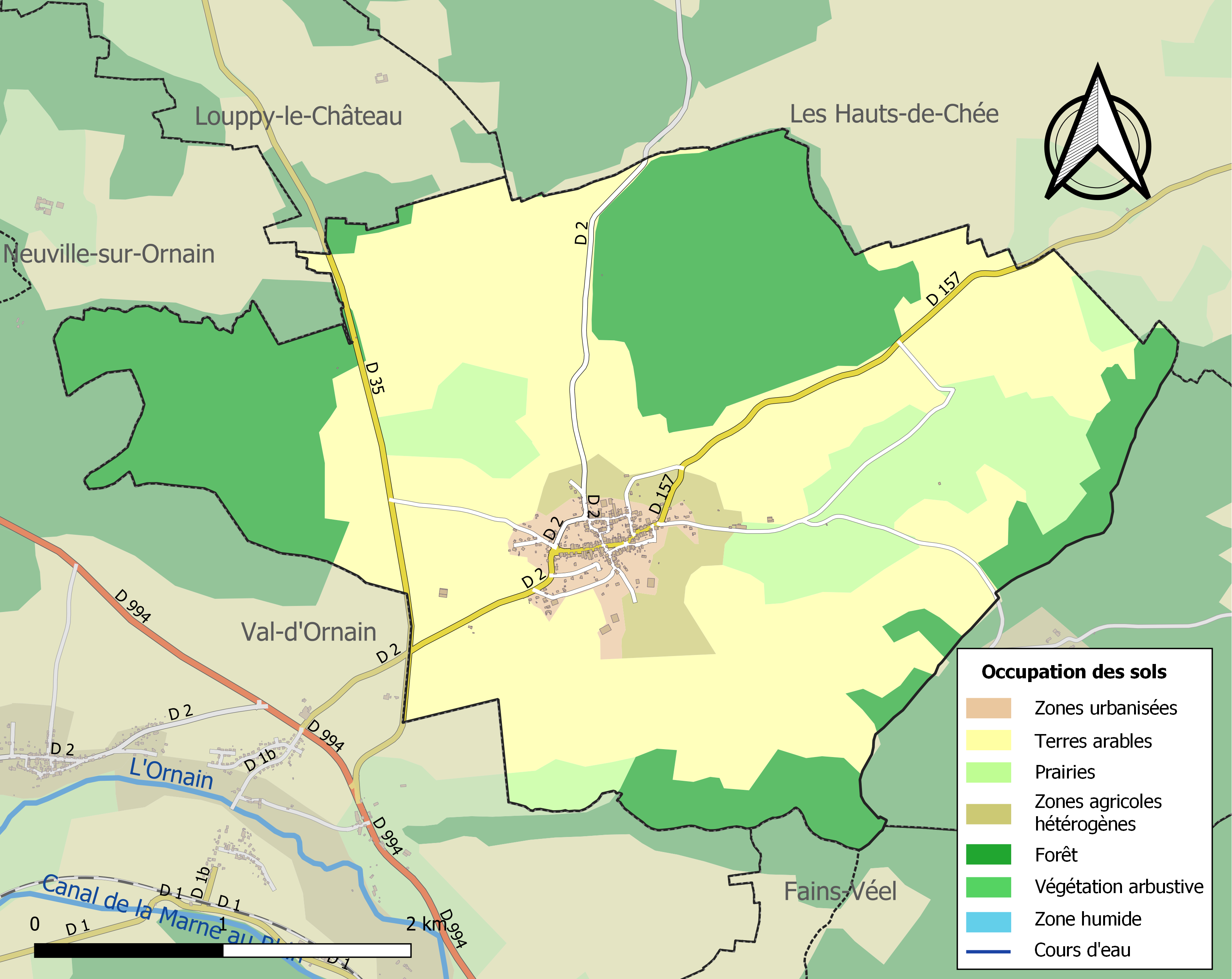
Carte des infrastructures et de l'occupation des sols de la commune en 2018 (CLC).

## Toponymie
Le nom de la localité est attesté sous les formes Chardonne (1230) ; Chardoigne (1321) ; Chardongne (1402) ; Chardogniæ, capella de Chardoingne, Chardongnes (1402) ; Chardegne (1700) ; Cardonia (1711) ; Cardoniæ (1756).

Du bas latin cardone et du suffixe colectif -ea : « terre couverte de chardons ».

## Histoire
En 1285, la première joute du tournoi de Chauvency, racontée par Jacques Bretel, oppose le seigneur Ferri de Chardogne et le seigneur de Bazentin.
Elle est le théâtre d'opérations lors de la Première Guerre mondiale.

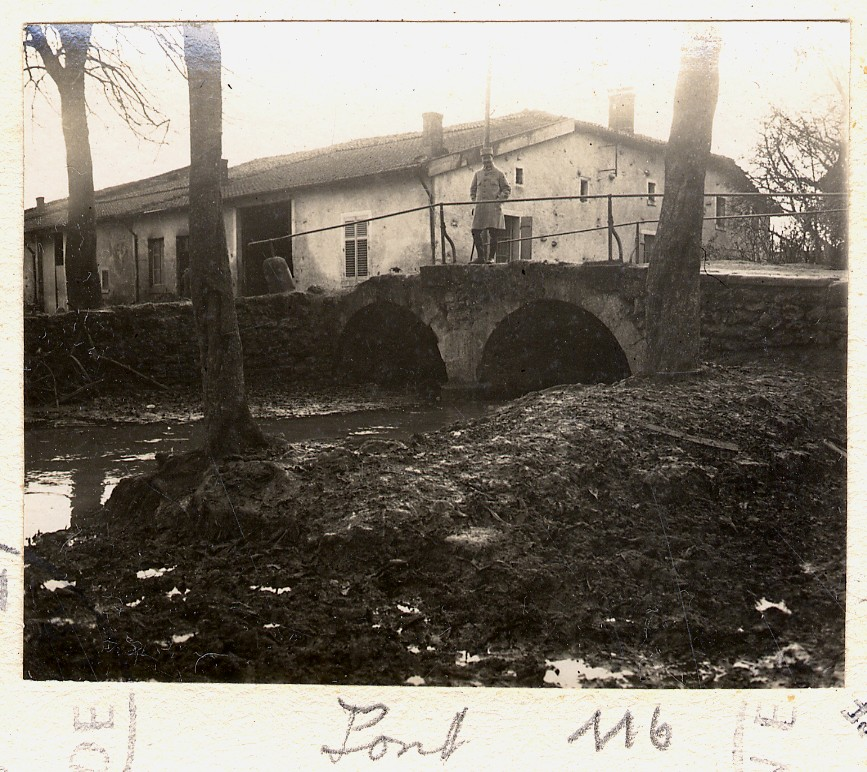
Vue d'un militaire posant au milieu d'un pont en 1916 : Raoul Berthelé, Archives municipales de Toulouse.
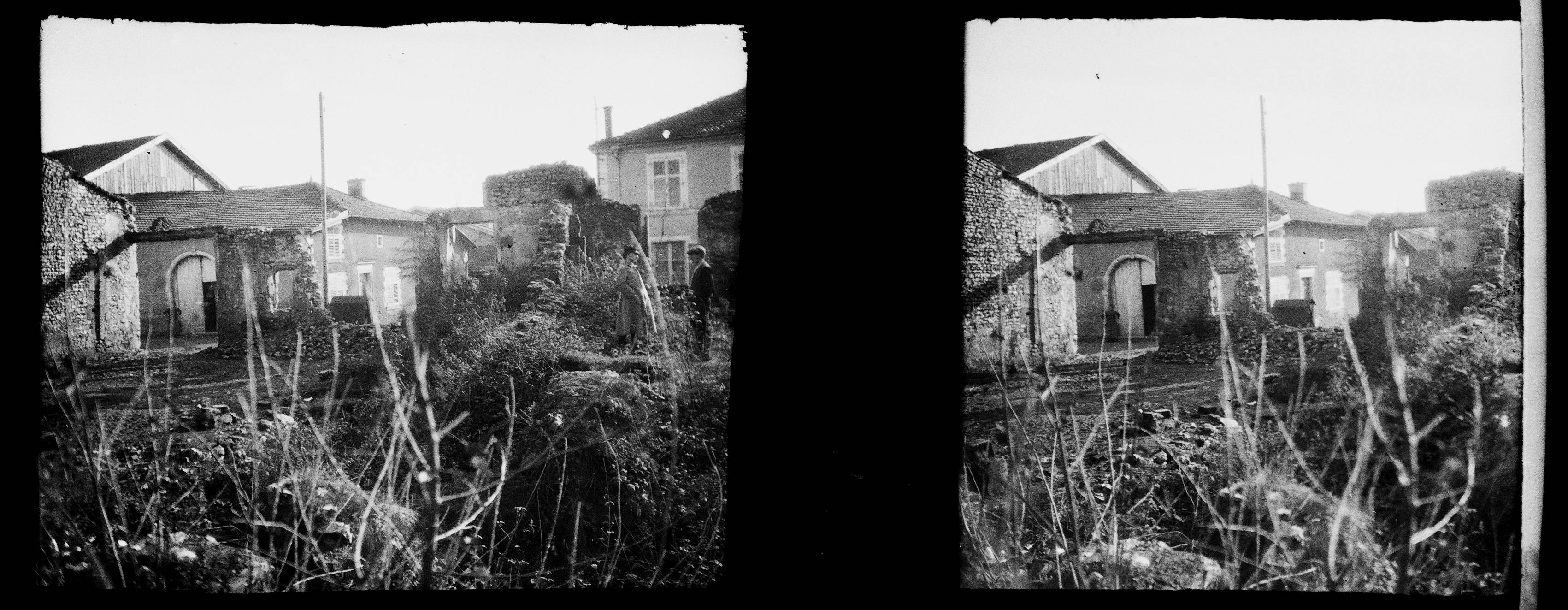
Vue générale des ruines d'une maison en 1916 : Raoul Berthelé, Archives municipales de Toulouse.
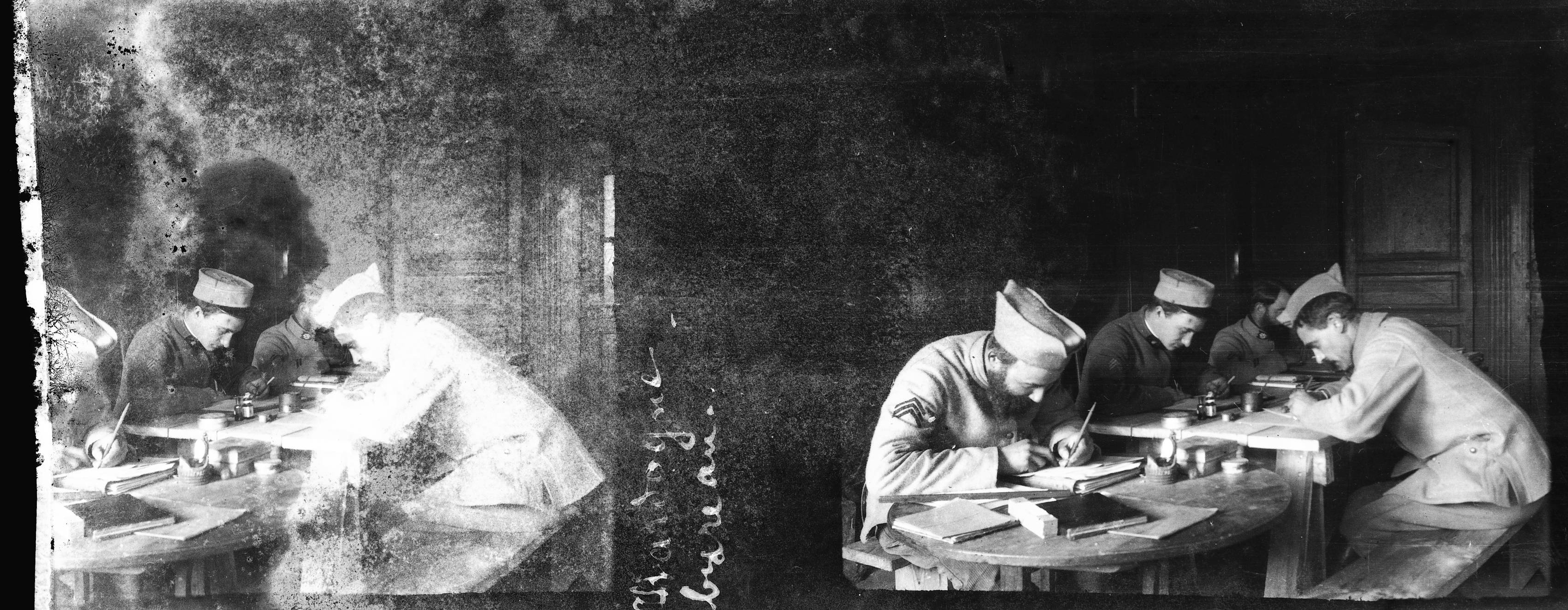
Officiers d'administration, 1916 : Raoul Berthelé, Archives municipales de Toulouse.
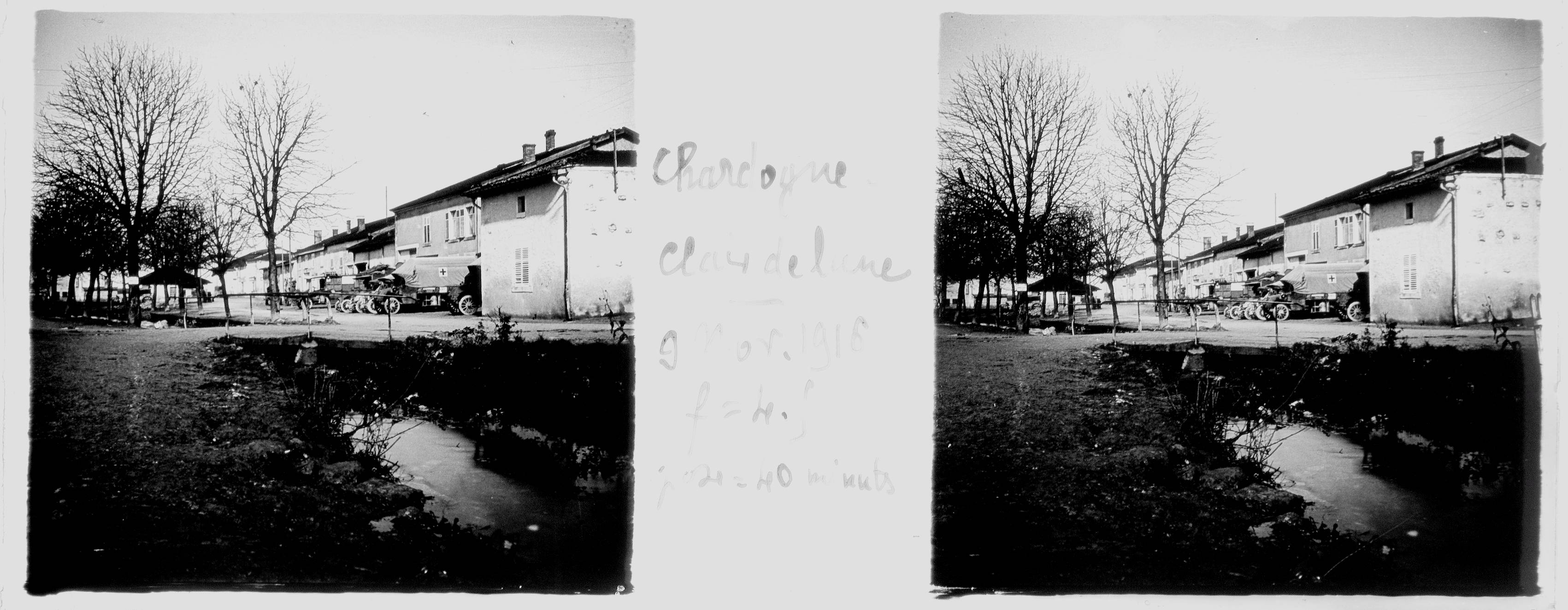
Camions d'un hôpital militaire : Raoul Berthelé, Archives municipales de Toulouse.

## Politique et administration
| Période                                  | Période   | Identité                                      | Étiquette | Qualité |
| ---------------------------------------- | --------- | --------------------------------------------- | --------- | ------- |
| Les données manquantes sont à compléter. |           |                                               |           |         |
| mars 2001                                | mars 2008 | Maurice Thuileur                              |           |         |
| mars 2008                                | En cours  | Benoît Hacquin Réélu pour le mandat 2020-2026 |           |         |

## Population et société

### Démographie

#### Évolution démographique
L'évolution du nombre d'habitants est connue à travers les recensements de la population effectués dans la commune depuis 1793. Pour les communes de moins de 10 000 habitants, une enquête de recensement portant sur toute la population est réalisée tous les cinq ans, les populations de référence des années intermédiaires étant quant à elles estimées par interpolation ou extrapolation. Pour la commune, le premier recensement exhaustif entrant dans le cadre du nouveau dispositif a été réalisé en 2007.

En 2022, la commune comptait 302 habitants, en évolution de −1,95 % par rapport à 2016 (Meuse : −4,4 %, France hors Mayotte : +2,11 %).
| 1793 | 1800 | 1806 | 1821 | 1831 | 1836 | 1841 | 1846 | 1851 |
| ---- | ---- | ---- | ---- | ---- | ---- | ---- | ---- | ---- |
| 590  | 646  | 633  | 575  | 587  | 600  | 624  | 566  | 595  |

| 1856 | 1861 | 1866 | 1872 | 1876 | 1881 | 1886 | 1891 | 1896 |
| ---- | ---- | ---- | ---- | ---- | ---- | ---- | ---- | ---- |
| 567  | 569  | 544  | 528  | 488  | 462  | 483  | 458  | 444  |

| 1901 | 1906 | 1911 | 1921 | 1926 | 1931 | 1936 | 1946 | 1954 |
| ---- | ---- | ---- | ---- | ---- | ---- | ---- | ---- | ---- |
| 429  | 409  | 393  | 340  | 295  | 263  | 251  | 241  | 246  |

| 1962 | 1968 | 1975 | 1982 | 1990 | 1999 | 2006 | 2007 | 2012 |
| ---- | ---- | ---- | ---- | ---- | ---- | ---- | ---- | ---- |
| 253  | 237  | 278  | 311  | 293  | 284  | 290  | 291  | 308  |

| 2017 | 2022 | - | - | - | - | - | - | - |
| ---- | ---- | - | - | - | - | - | - | - |
| 304  | 302  | - | - | - | - | - | - | - |

## Culture locale et patrimoine

### Lieux et monuments
- Église Saint-Remi de Chardogne.
- Monument aux morts.
- Lavoir.

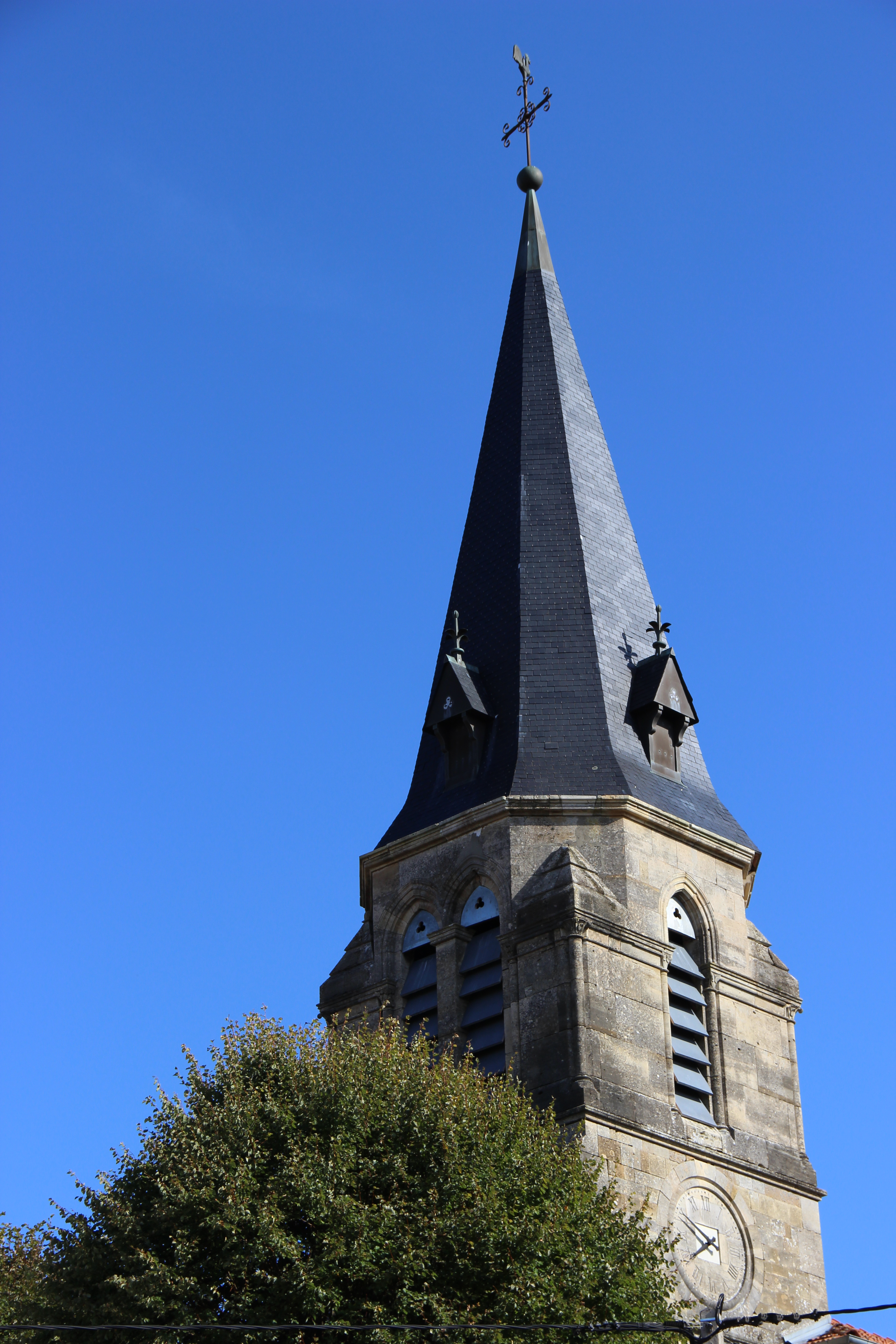
Église Saint-Rémi.
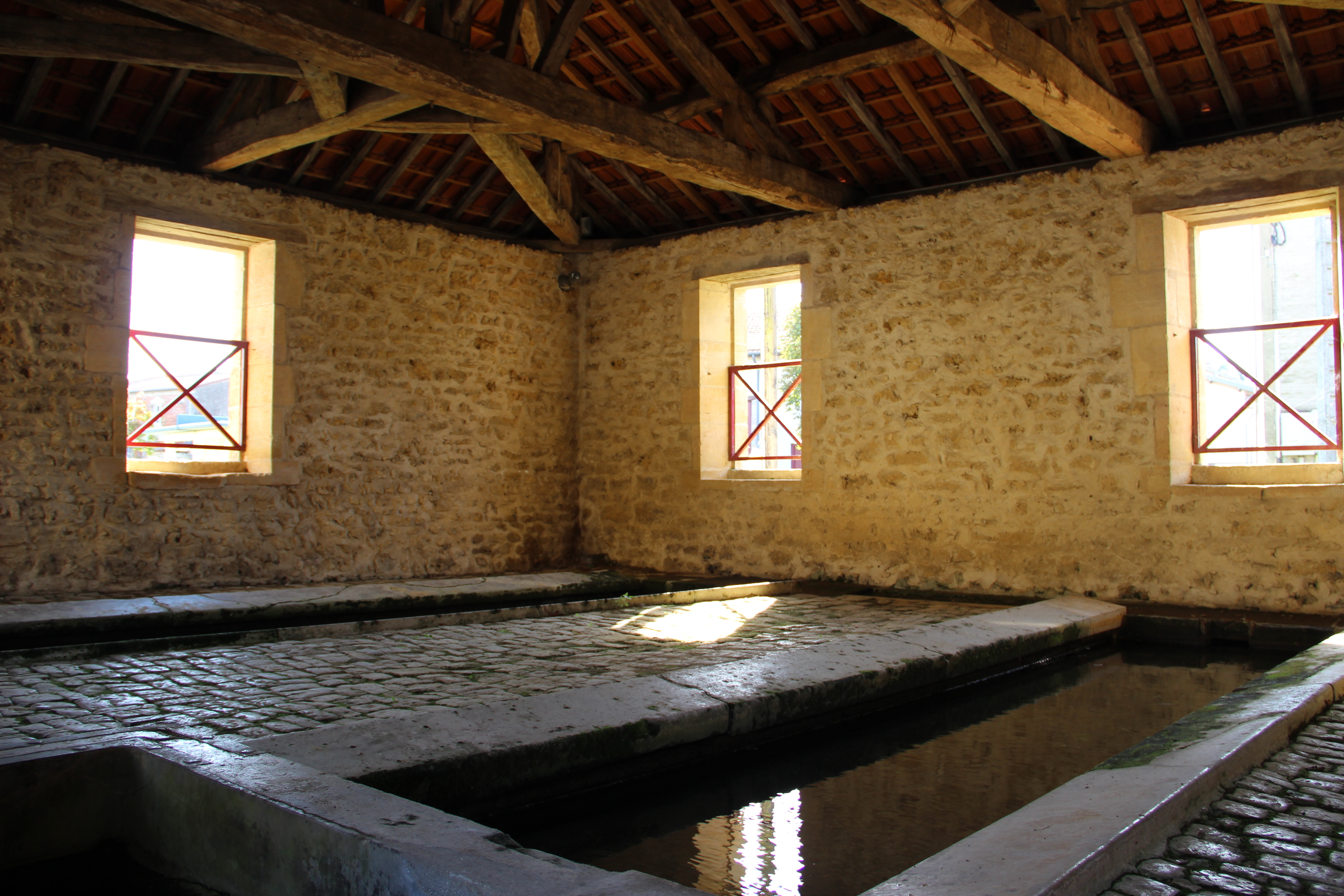
Lavoir.

### Personnalités liées à la commune
- Henry Ferrette, homme politique né le 13 juillet 1869 à Chardogne, député de la Meuse.

### Héraldique
| Blason | Blasonnement : De gueules à 5 anneaux d'or en sautoir au lambel d'azur. Commentaires : telles sont les armoiries de Ferry de Chardogne, décrites par Jacques Bretel ou peintes dans les miniatures du Tournoi de Chauvency. |

| Blason | Blasonnement : De gueules à 5 anneaux d'or et lambel d'azur. Commentaires : dans l'Armorial du Héraut Vermandois, datant des années 1270-1285, ces armes varient légèrement. |

Selon des recherches personnelles, le véritable blason de Chardogne décrit en héraldique est : De gueules à cinq annelets d'argent mis en sautoir au lambel à trois pendants de même en chef. Les anneaux et le lambel sont de couleur argentée et non or.  David Colson
N.B. En héraldique, la notion de 'véritable blason' n'existe pas. À l'origine, les armoiries changent et varient avec beaucoup de liberté, et un même seigneur peut modifier ses armes, selon ses goûts, son bon plaisir ou au gré des circonstances. Ce n'est que bien plus tard, par la suite, qu'elles se sont figées. Déjà en 1932, Maurice Delbouille signale ces anneaux d'argent ! Mais Jacques Bretel, ainsi que le miniaturiste de 1285, et le héraut Vermandois, dans son armorial de l'époque, attestent que ces anneaux sont d'or : il serait vain de soutenir qu'ils se trompaient !